# Seidfeld
Seidfeld ist ein Stadtteil der Stadt Sundern (Sauerland) im Hochsauerlandkreis, Nordrhein-Westfalen.

## Geografie

### Lage
Der Ort liegt rund 1 Kilometer südöstlich von Sundern. Die Landesstraße L 686 führt durch den Ort. Im Ort mündet die Asmecke in den Stockumer Bach.

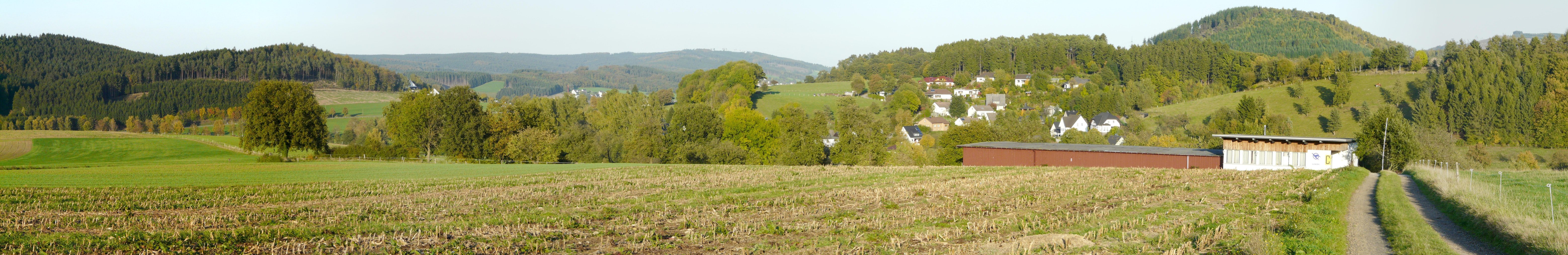
Panoramafoto des ehemaligen Seidfelder Segelflugplatzes

Die Naturschutzgebiete Eissteinberg, Nassweide südlich des großen Kamps, Papenloh und Wacholdervorkommen Gräfenberg grenzen an Seidfeld, ebenso das Landschaftsschutzgebiet Ortsrandlage Seidfeld. Nordöstlich von Seidfeld liegt das Naturdenkmal Kohlenkalkaufschluss Seidfeld.

### Nachbarorte
Angrenzende Orte sind Sundern und Stockum.

## Geschichte
Die Arnsberger Grafen hatten in Seidfeld und anderen Ortsteilen von Sundern erhebliche Besitzungen, die 1165 erstmals erwähnt wurden. Der Ort gehörte zur ehemaligen Gemeinde Stockum.
Im September 1955 wurde auf dem Segelfluggelände Sundern-Seidfeld der Flugbetrieb aufgenommen. 2006 wurde der Betrieb aufgegeben und der Platz zurückgebaut.
Im Rahmen der kommunalen Neugliederung wurde Seidfeld am 1. Januar 1975 in die neue Stadt Sundern eingemeindet.  Der Ort ist seitdem mit Stockum und Dörnholthausen ein Stadtteil von Sundern.

## Religion
Die Bernhards-Kapelle steht in Seidfeld.